# Kloßpresse

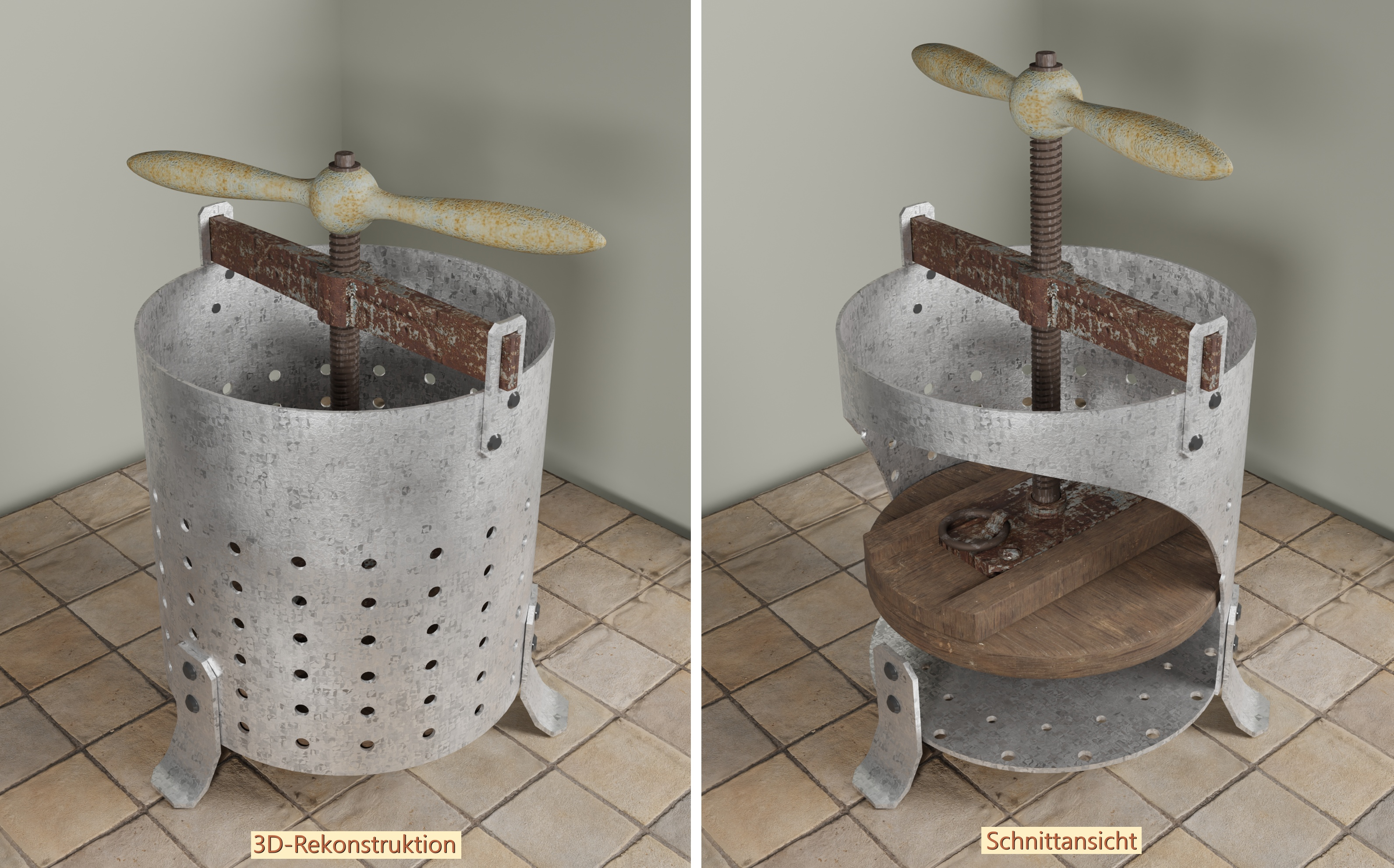
Kloßpresse (3D-Rekonstruktion)

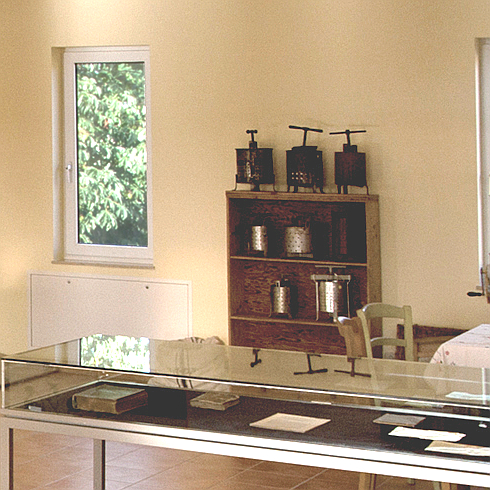
Kloßpressen im Thüringer Kloßmuseum

Eine Kloßpresse ist eine Vorrichtung zum Auspressen von Teig für Kartoffelklöße. Sie besteht aus einem metallenen oder hölzernen Gefäß mit siebartig angelegten Löchern. Durch eine Spindel mit darunter befestigter Pressfläche wird die überschüssige Flüssigkeit aus dem Teig gepresst. Sie ähnelt einer alten Kartoffelpresse. Anders als bei der Kartoffelpresse, wo die Kartoffeln durch die Öffnungen der Presse gepresst werden, wird die zu pressende Kartoffel mit einem Presssack in der Kloßpresse zurückgehalten und durch den Pressvorgang entwässert. 
In Großbreitenbach gibt es seit 1996 das 1. Deutsche Kloßpressenmuseum. Kloßpressen werden außerdem seit 1999 im Thüringer Kloßmuseum in Heichelheim ausgestellt.